# Yunus Pacha
Yunus Pacha est le grand vizir de l'Empire ottoman du 22 janvier 1517 au 13 septembre 1517 (date de sa mort).

## Biographie

### Exécution
Après la conquête ottomane de l'Égypte, le sultan ottoman Sélim Ier décide de retourner à Constantinople et de laisser une garnison militaire pour maintenir la sécurité sous le commandement du janissaire Khaireddine Agha. Lors de la traversée du désert d'El-Arich par l'armée ottomane, Yunus, déçu de ne pas avoir été nommé gouverneur de l'Égypte, critiqua la décision du sultan en disant : « Nous avons déployé tant d'effort pour conquérir l'Égypte, pour finalement la laisser à un Tcherkesse. Nos efforts ont été vains ». Sélim, rendu furieux par cette remarque et ce reproche, fit arrêter le cortège et ordonna d'exécuter Yunus Pacha sur le champ.
Après son exécution, Yunus Pacha fut enterré en Palestine dans un caravansérail (khan en turc) qui, depuis ce moment, prit le nom de Khan Younès,[réf. nécessaire].